# Řád Madarského jezdce
Řád Madarského jezdce (bulharsky: Орден «Мадарски конник») je třetí nejvyšší bulharské státní vyznamenání. Založeno bylo v roce 1966 Bulharskou lidovou republikou. Udílen je za službu při tvorbě a rozvoji bilaterálních vztahů s Bulharskem.

## Historie a pravidla udílení
Řád byl založen prezidiem Národního shromáždění Bulharské lidové republiky dne 4. srpna 1966. Pojmenován byl po Madarském jezdci, raně středověkém kamenném reliéfu, který se nachází na náhorní plošině Madara, která leží východně od Šumenu v severovýchodním Bulharsku. Udílen byl pouze zahraničním diplomatům, politikům a příslušníkům ozbrojených sil za posilování bilaterálních vztahů s Bulharskou lidovou republikou.
Po pádu komunistického režimu byl řád jakožto politicky neutrální zachován. Dne 13. června 2003 byl reformován Zákonem o řádech a medailích Bulharské republiky. Od té doby je udílen prezidentem Bulharska občanům Bulharska i cizím státním příslušníkům za obzvlášť dobrou službu při navazování, posilování a rozvoji bilaterálních a přátelských vztahů s Bulharskou republikou. Zejména se jedná o diplomaty akreditované v Bulharsku a naopak diplomaty zastupující Bulharsko v jiných zemích, bulharské i zahraniční osobnosti působící ve veřejné sféře či o vojenské činitele.

## Třídy
Řád je udílen ve dvou třídách, z nichž každá je udílena ve dvou kategoriích:
- I. třída
  - I. třída, civilní verze
  - I. třída, vojenská verze
- II. třída
  - II. třída, civilní verze
  - II. třída, vojenská verze

## Insignie

### Bulharská lidová republika
V době svého založení v roce 1966 měl řádový odznak podobu převráceného, bíle smaltovaného pětiúhelníku zdobeného zaobleným pravoúhlým zlatým středovým čtvercem s reliéfem Madarského jezdce. Tento odznak byl položen na sestupný pětiúhelník paprsků, které byly v případě I. třídy zlaté a v případě II. třídy stříbrné. Pokud byl řád udělen příslušníkům ozbrojených sil byly mezi stuhu a odznak umístěny dva zkřížené meče.
Stuha řádu byla bílé barvy při obou okrajích s úzkými pruhy zelené a červené barvy. Použitými barvami tak odpovídala bulharské státní vlajce.
Řád se nosil na stuze kolem krku.

### Bulharská republika
Řádový odznak má tvar čtyřcípé hvězdy téměř kosočtvercového tvaru, s jednotlivými rameny složenými z paprsků. Uprostřed je medailon s vyobrazením Madarského jezdce. V případě I. třídy je odznak zlatý, v případě II. třídy pak stříbrný. Pokud je řád udělen příslušníkům ozbrojených sil jsou mezi stuhu a odznak umístěny dva zkřížené meče.
Stuha řádu je bílé barvy při obou okrajích s úzkými pruhy zelené a červené barvy. Použitými barvami tak odpovídá bulharské státní vlajce.
Řád se nosí na stuze kolem krku.